# Johann Adam Hiller

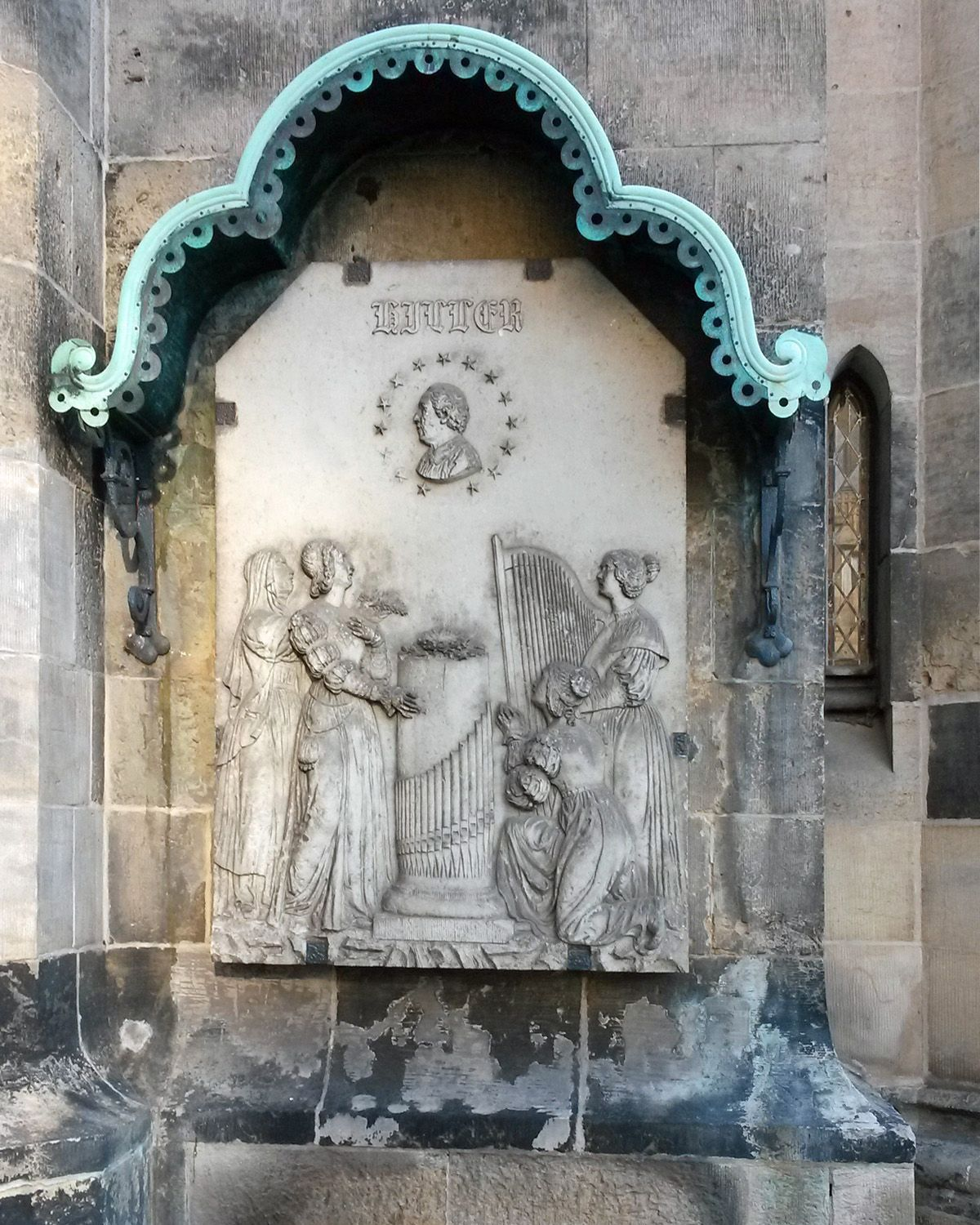
Minnestavla över Hiller i Thomaskyrkan, Leipzig.

Johann Adam Hiller (till 1763 Hüller), född den 25 december 1728 nära Görlitz, död den 16 juni 1804 i Leipzig, var en tysk tonsättare, far till Friedrich Adam Hiller.

## Biografi
Hiller studerade klaver och generalbas för Homilius vid Kreuzschule i Dresden och kom 1751 till universitetet i Leipzig. Han blev 1754 huslärare hos greve Brühl i Dresden, stiftade 1763 i Leipzig de concerts spirituels, vilka 1781 övergick i de berömda Gewandhauskonserterna, inrättade 1771 en sångskola. Åren 1782-1788 var han verksam som kapellmästare i Mitau, Berlin och Breslau och därefter i tolv år kantor vid Thomasskolan i Leipzig.  

## Verk

### Sångspel
Hiller fick epokgörande betydelse som skapare av det tyska sångspelet (Singspiel) som hade en påtaglig social tendens. De bildade utgångspunkten för den tyska speloperan och uppstod på fullt nationell botten, om än efter initiativ från den franska opéra comique. Dessa sångspel — i vilka Hiller följde den egendomliga principen att lägga arior i munnen på ståndspersoner, men låta det lägre folket endast sjunga visor — är:
- Die verwandelten Weiber oder Der Teufel ist los (1766)
- Lisuart und Dariolette (1766)
- Die Muse (1767)
- Lottchen am Hofe (1767)
- Die Liebe auf dem Lande (1768)
- Die Jagd (1770)
- Die Jagd (1770)
- Der Dorfbarbier (1771)
- Der Erntekranz (1771)
- Der Kreig (1772)
- Die Jubelhochzeit (1773)
- Das Grab des Mufti (1779)

Alla verk ovan med libretton av Christian Felix Weiße.

### Andliga verk
- Choralmelodien zu Gellert (1761)
- Fünfzig geistliche Lieder für Kinder (1774)
- Geistliche Lieder einer vornehmen churländischen Dame (1780)
- Religiöse Oden und Lieder (1790)
- Allgemeines Choral-Melodienbuch (1793)
- Vierstimmige Choral-Arien (1794)

### Övriga världsliga verk
Ett par symfonier och några sonater samt Lieder, som sägs ha inspirerat Goethe. Därtill tio kantater och Lieder für Kinder (1789).

## Redaktör och skriftställare

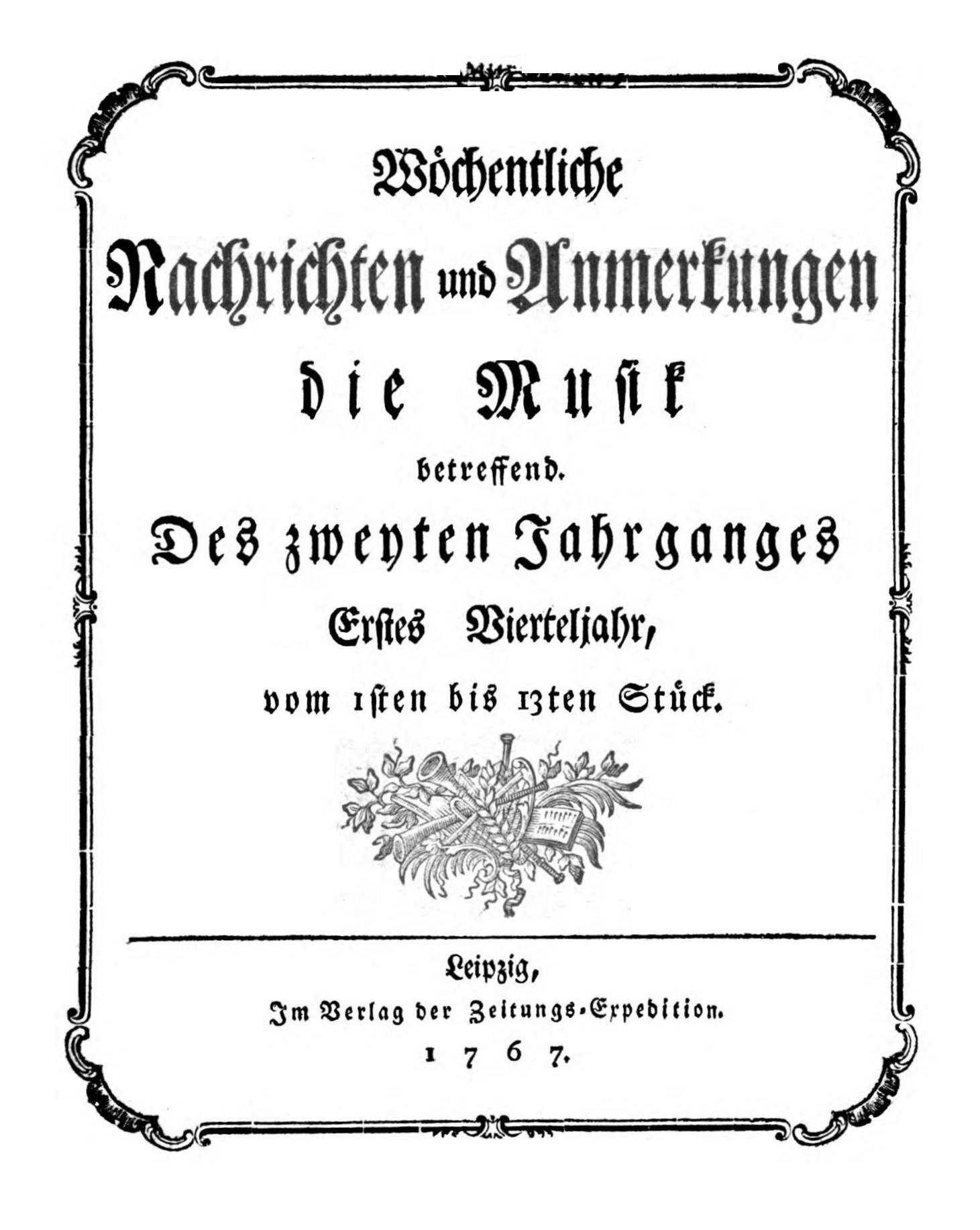
Wöchentliche Nachrichten.

Han utgav världens första verkliga musiktidskrift Wöchentliche Nachrichten (1766-70) och i Lebensbeschreibungen berühmter Musikgelehrten und Tonkünstler (1784) skrev han musikaliska biografier. Dessutom utgav han flera pedagogiska verk, bland annat för sång och violin. Hillers koralbok var den gällande i Sachsen ända in på 1900-talet.